# Shapash

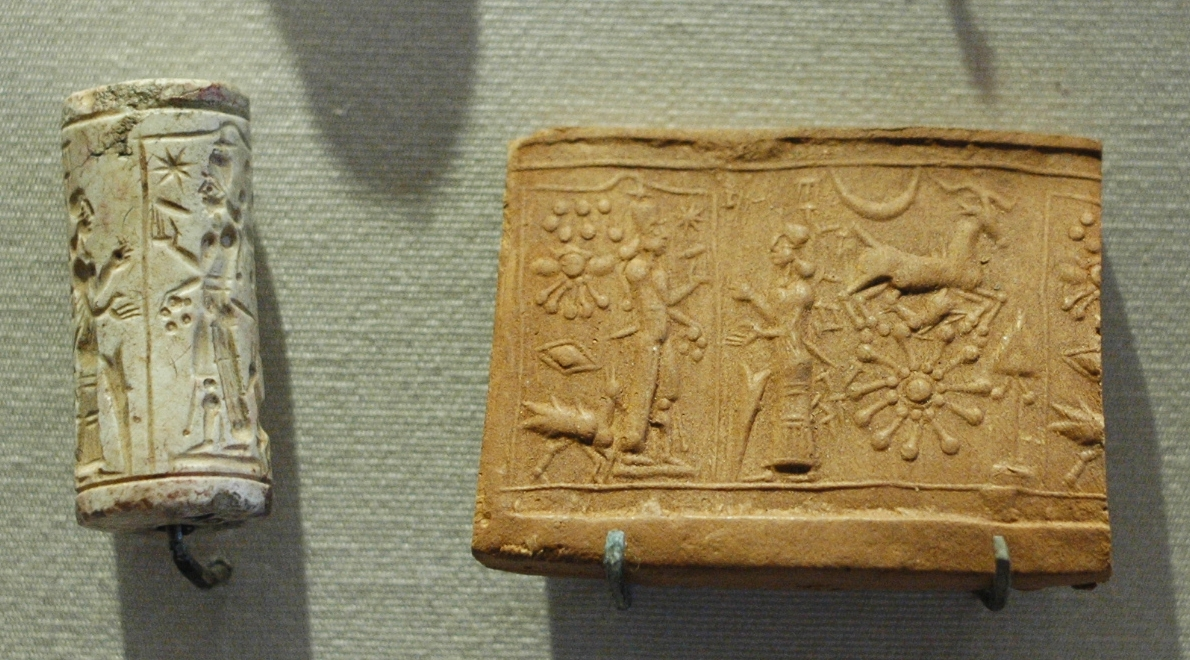
Culte du dieu-soleil Shamash, sceau-cylindre en calcaire, Mésopotamie.

Shapash, Shapshu ou Shemesh est la déesse du soleil dans la mythologie ougaritaine, et dans le reste du pays de Canaan. Elle est souvent appelée la « Torche des Dieux », ou encore « Shapash la Pâle ».
Elle occupe souvent la fonction de messagère du dieu El.
Dans le Cycle de Baal, elle aide Anat à récupérer le cadavre de Baal qui se trouve aux Enfers après la défaite de celui-ci face à Mot, le dieu de la Mort. C'est elle qui clôt le combat final entre Baal et Mot, en les séparant et en proclamant que c'est le premier qui a la faveur d'El.